# Ernst-Werner Schulze
Ernst-Werner Schulze (* 27. September 1927 in Dessau; † 12. August 2005 in Halle/Saale) war ein deutscher Grafiker und Hochschullehrer.

## Leben und Werk
Schulze musste schon nach dem Abschluss der Schule ab 1943 als Soldat der Wehrmacht am Zweiten Weltkrieg teilnehmen und war bis 1946 in Kriegsgefangenschaft. Von 1947 bis 1950 war er Hilfsarbeiter, dann in Halle/Saale Lehrling und Schriftsetzer in der Druckerei der Zeitung Freiheit. Von 1950 bis 1956 studierte er bei Walter Funkat an der späteren Hochschule für industrielle Formgestaltung Halle – Burg Giebichenstein. 1957 erwarb er das Diplom als Grafiker. Ab 1959 war Schulze an der Hochschule in der Lehre tätig, bis 1968 als Assistent bzw. Oberassistent und ab 1968 in der Abteilung Fernstudium als Dozent für visuelle Gestaltung und Naturstudium. Zu den Schülern eines von Schulze an der Hochschule geleiteten Mal- und Zeichenzirkels gehörte u. a. der spätere Maler Peter-Michael Glöckner (1950–2011). 1968 promovierte Schulze zum Dr. phil. Er war bis 1990 Mitglied des Verbands Bildender Künstler der DDR.
Vor allem nach seinem Ausscheiden aus dem Hochschuldienst widmete Schulze sich verstärkt dem Malen und Zeichnen, vor allem in Pastellkreide von Bildern von der Natur an Saale und Unstrut und von Rügen und Ahrenshoop. Daneben schuf er plakative Zeichnungen zu politischen Themen. In Halle engagiert er sich für die Popularisierung der bildenden Kunst. U. a. trat er regelmäßig als Eröffnungsredner bei Kunstausstellungen in Erscheinung. In der damaligen Steintor-Galerie moderierte er die Reihe „Kunstphilosophisches Gespräch“.
Schulze wurde in Halle auf dem Südfriedhof beigesetzt.

## Werke (Auswahl)

### Grafik
- Entwurf für ein propagandistisches Flugblatt (1958)[1]
- Karl-Marx-Stein (1983, Lithografie, 38 × 50 cm)[2]

### Publikationen Schulzes
- Vom Schwejk über Cocqueville zum Krull. Zu Karl Erich Müllers Illustrationen aus den fünfziger Jahren. In: Bildende Kunst, Berlin, 1985, S. 448–449

## Ausstellungen (mutmaßlich unvollständig)

### Personalausstellungen
- 2002: Gutenberg, Saalkreis-Galerie („Lebenswerke“)
- 2002: Halle/Saale, „Kommode-Galerie“ des neuen theaters

### Teilnahme an zentralen und wichtigen regionalen Ausstellungen in der DDR
- 1958 und 1962/1963: Dresden, Vierte und Fünfte Deutsche Kunstausstellung
- 1969, 1974 und 1979: Halle/Saale, Bezirkskunstausstellungen
- 1984: Halle/Saale („Walter Funkat und seine Schüler“)
- 1985: Berlin, Berliner Stadtbibliothek („Marken und Zeichen aus der DDR“)